# 舍维雷勒鲁日
舍维雷勒鲁日（法語：Cheviré-le-Rouge，法語發音：[ʃəviʁe lə ʁuʒ] ⓘ）是法国曼恩-卢瓦尔省的一个旧市镇，属于索米尔区。2016年，舍维雷勒鲁日和相邻的其它8个市镇并入市镇安茹地区博热。

## 地理
舍维雷勒鲁日（47°35'42"N, 0°10'55"W）面积35.96 平方千米，位于法国卢瓦尔河地区大区曼恩-卢瓦尔省，该省份为法国西部内陆省份，大致对应安茹地区，北起顺时针与马耶讷省、萨尔特省、安德尔-卢瓦尔省、维埃纳省、德塞夫勒省、旺代省、大西洋卢瓦尔省和伊勒-维莱讷省接壤。
与舍维雷勒鲁日接壤的市镇（或旧市镇、城区）包括：博沃、迪尔塔勒、埃什米雷、富日雷、雅尔泽维拉日、蒙蒂涅莱赖里、安茹地区博热。
舍维雷勒鲁日的时区为UTC+01:00、UTC+02:00（夏令时）。

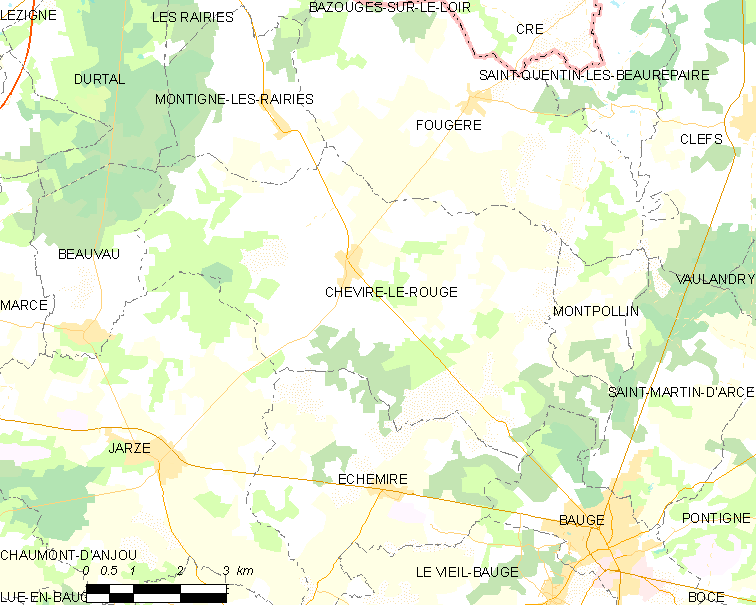
舍维雷勒鲁日的OSM定位图

## 行政
舍维雷勒鲁日的邮政编码为49150，INSEE市镇编码为49097。

## 政治
舍维雷勒鲁日所属的省级选区为安茹地区博福尔县。

## 人口

1962-2008年间舍维雷勒鲁日人口变化图示

舍维雷勒鲁日于2018年1月1日时的人口数量为919人。